# Sarà un fiore/Prove a Sanremo
Sarà un fiore/Prove a Sanremo è il secondo singolo di Enrico Beruschi, uscito nel 1979 - a due anni di distanza dal precedente lavoro del comico milanese, Salvatore l'inventore - per la casa discografica Baby Records.
Nel gennaio del 1979 Beruschi si presentò al Festival di Sanremo con la canzone Sarà un fiore, scritta da Corrado Conti, Daniele Pace e Mario Panzeri: al termine della prima votazione il pezzo è 4°, ma alla fine si deve accontentare della quinta posizione.
La canzone parla di un uomo che, durante la prima notte di nozze, sente domandarsi dalla consorte Cusa l'è ches chi? ("Cos'è questo qui?", in dialetto meneghino); a tale quesito il protagonista risponderà ripetendo il titolo del pezzo, che costituisce il ritornello; successivamente si viene a scoprire che la moglie riesce a scoprire l'arcano grazie al postino "birichino birichino": i due doppio senso, che alludono rispettivamente al membro maschile e al tradimento, incredibilmente non furono notati dalla censura, che invece colpì A me mi piace vivere alla grande di Franco Fanigliulo, protagonista della kermesse sanremese insieme a Beruschi, perché citava la cocaina.
Il brano Prove a Sanremo, scritto ancora da Conti e Pace con questa volta lo stesso Beruschi al posto di Panzeri, è un pezzo parlato in cui il barbuto cabarettista narra ironicamente le sue disavventure nella località ligure, in attesa del suo debutto al Festival.
Il brano viene inciso su 45 giri e su Lp e fu distribuito da CGD Messaggerie Musicali S.p.A.

## Classifiche
Sarà un fiore si piazzò al 97º posto nella classifica dei singoli più venduti del 1979.

## Tracce
7" Single (Ascolto / BR 077)
1. Sarà un fiore - 3:40
2. Prove a Sanremo - 4:00